# 4 Gwardyjski Korpus Kawalerii (ZSRR)

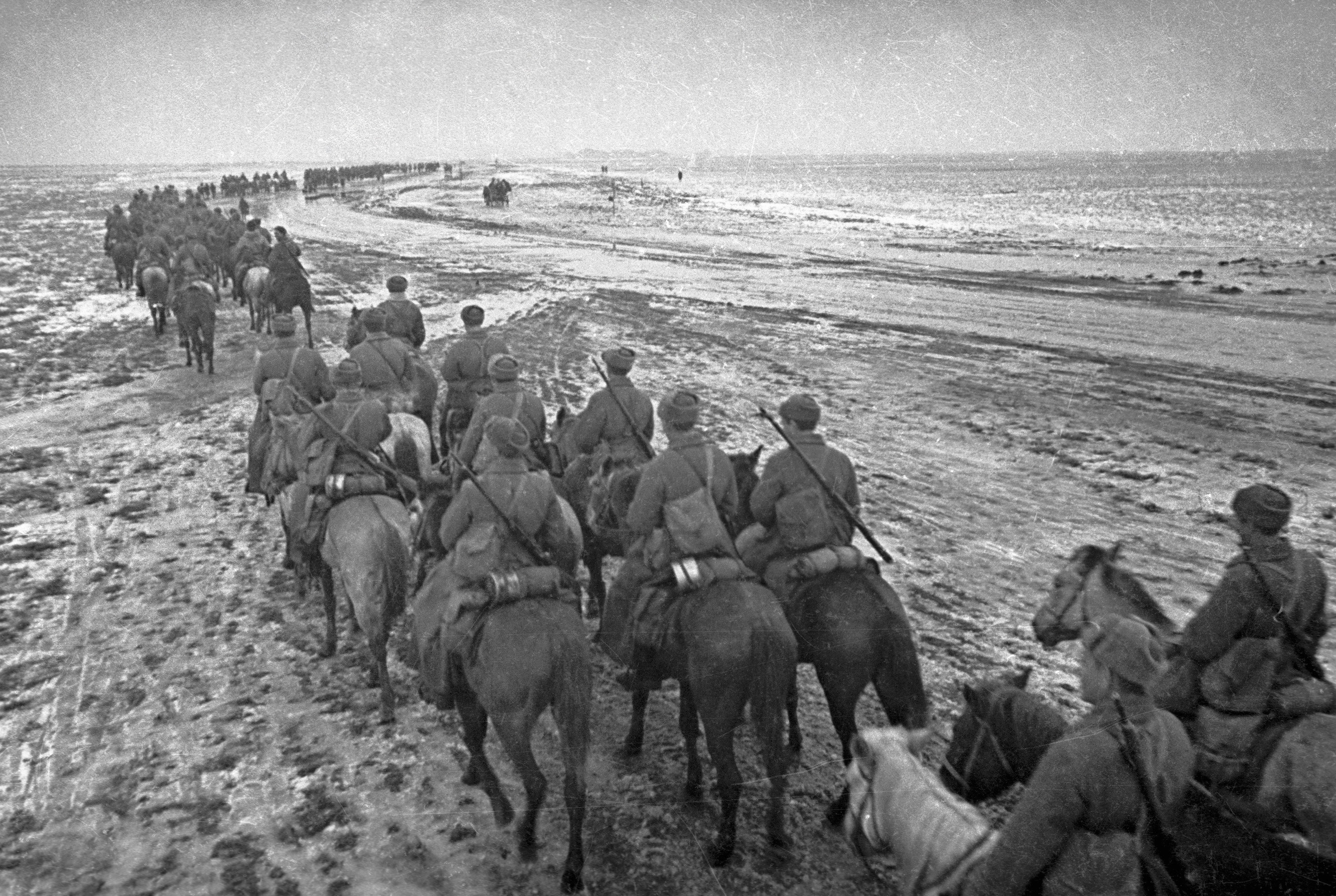
Kawalerzyści 4 KKgw podążają w kierunku Odessy. Kwiecień 1944.

4 Gwardyjski Korpus Kawalerii (ros. 4-й гвардейский кавалерийский корпус) – oddział kawalerii Armii Czerwonej utworzony podczas II wojny światowej, przez przemianowanie 17 Korpusu Kawalerii.
4 Gwardyjski Korpus Kawalerii (4 GKKaw.) został utworzony 27 sierpnia 1942 roku przez przemianowanie 17 Korpusu Kawalerii. Za chwalebny czyny bojowe w dotychczasowych działaniach bojowych przeciw armii niemieckiej korpus nazwano gwardyjskim. 22 kawalerzystów służących w 4 KKgw otrzymało tytuły Bohatera Związku Radzieckiego. 
W czasie ataku na Siedlce 4 GKKaw. dowodzony przez gen. Plijewa został otoczony przez wojska niemieckie na północny zachód od Brześcia. Dzięki wykorzystaniu umocnień zbudowanych przez ZSRR przed 1941 na granicy III Rzeszy ze Związkiem Radzieckim, kawalerzystom udało się odeprzeć niemieckie ataki. Amunicja dostarczana była w nocy przez lotnictwo Armii Czerwonej.

## Dowództwo korpusu
dowódcy:
- gen. por. Nikolaj Kiriczenko (27.08.1942-03.11.1943)
- gen. por. Issa Plijew (04.11.1943-05.11.1944)
- gen. mjr Wasilij Gołowskoj (04.11.1944-08.04.1945)
- gen. por. Fiodor Kamkow (12.04.1945- 11.1946)

szefowie sztabu:
- płk Aleksiej Dutkin
- płk Nikolaj Piczugin

## Struktura organizacyjna
- 9 Gwardyjska Dywizja Kawalerii
- 10 Gwardyjska Dywizja Kawalerii
- 30 Dywizja Kawalerii[1].